# 近代芸術週間

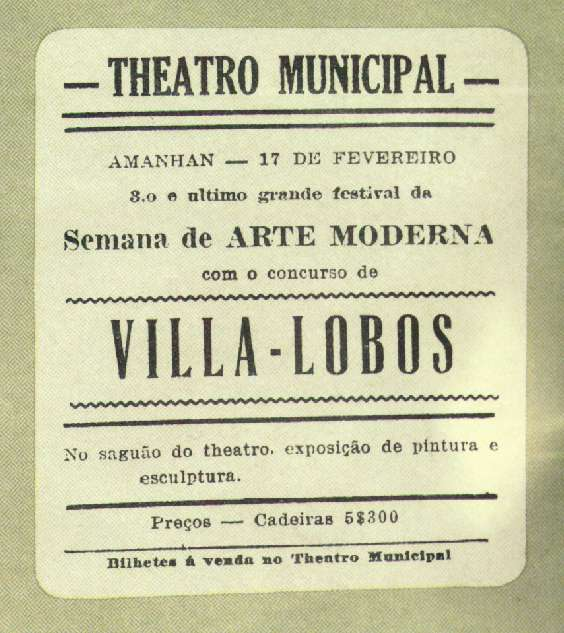
近代芸術週間の最終日を告知するポスター、1922年

近代芸術週間（きんだいげいじゅつしゅうかん、ポルトガル語: Semana de Arte Moderna) は1922年、ブラジルのサンパウロで開催された芸術祭。ブラジルのモダニズムの出発点となったイベントであり、政治や社会においても影響を与えた歴史的な出来事としても知られる。

## 概要
近代芸術週間は1922年の2月10日から2月17日にかけてサンパウロ市立劇場で行われた。開催期間中は視覚芸術の展示だけでなく、舞台でのマニフェストや詩の朗読、講演、エイトル・ビラ＝ロボスなどによる音楽の演奏やダンスも披露された。

## 主な参加者

### 作曲家
- エイトル・ヴィラ＝ロボス
- ギオマル・ノヴァエス

### 芸術家
- エメリオ・ディ・カルヴァカンティ（英語版）
- アニータ・マルファッティ（英語版）
- タルシラ・ド・アマラル（英語版）
- ジーナ・アイタ（ポルトガル語版）

### 作家
- オズワルド・ヂ・アンドラーヂ（英語版）
- マリオ・ヂ・アンドラーヂ（英語版）